# Uncontrolled
Uncontrolled ist das zehnte Studioalbum der japanischen Sängerin Namie Amuro. Das Album wurde am 27. Juni 2012 in Japan veröffentlicht und debütierte in der ersten Woche auf Platz 1 mit 292.098 verkauften Einheiten in den Oricon-Charts in Japan.

## Entwicklung zum Studioalbum
Während ihr neuntes Studioalbum Past < Future bloß eine Singleauskopplung hatte, vertreten auf Uncontrolled neun Singleauskopplungen ihre Position, die im Zeitraum 2010 bis 2012 veröffentlicht worden sind. Damit gab es nur vier neue Lieder, die jeweils ein Musikvideo bekamen. Die Konzeption des Albums soll eine Kollektion von Liedern sein, die Amuro gerne singt, und weicht damit von typischen Konzeptionen, die auf ein Thema beruhen, ab. Die Konzeption wurde im frühen 2012 festgelegt.
Von den neun Singleauskopplungen, die in Japan traditionell vor dem Studioalbum veröffentlicht wurden, wurden alle Singles bis auf Tempest und Yeah-Oh von der Recording Industry Association of Japan (RIAJ) für legale Downloads zertifiziert. Love Story erhielt sogar für eine Million legale Downloads von Klingeltönen eine Million-Auszeichnung, die der diamantenen Schallplatte entspricht. Auch in der Kategorie legale Downloads wurde das Lied mit Million ausgezeichnet. Love Story erhielt die höchsten Auszeichnungen seit ihrem im Jahr 2008 veröffentlichten Lied New Look. Fight Together und Sit! Stay! Wait! Down! wurden in der Kategorie legale Downloads jeweils mit Platin ausgezeichnet, während Break It, Get Myself Back, Naked und Go Round mit Gold ausgezeichnet wurden.
Die meisten Lieder wurden im Prime Studio Form und zusätzlich im Azabu O Studio, Avex Studio und Bunkamura Studio in Tokio aufgenommen. Nur Let’s Go wurde im Record Plant in Los Angeles, Vereinigte Staaten, aufgenommen. Amuro nahm bereits zuvor im Record Plant Lieder auf; so war sie dort für Aufnahmen zu den Studioalben Sweet 19 Blues (1996), Concentration 20 (1997) und Genius 2000 (2000).

## Produktion
Fünf Titel des Albums wurden komplett auf Englisch eingesungen; In the Spotlight (Tokyo), Hot Girls und Only You als neue Titel und Go Round und Yeah-Oh als neueingesungene Komplettübersetzungen von den originalen Titeln. Hierzu nannte man die Titel zur Unterscheidung von der originalen Version von Go Round zu Go Round (’n Round ’n Round) und Yeah-Oh zu Singing „Yeah-Oh“ um. In einem Interview äußerte sich Amuro zu den englischen Titeln auf dem Album, dass diese nicht an ein internationales Publikum gerichtet sind, sondern sie dachte, dass die Lieder auf Englisch besser klingen würden.
Sieben verschiedene Produzenten wirkten auf dem Album mit, worunter die Langzeitkollegen Nao’ymt und T-SK wieder waren. Beide Produzenten wirkten an jeweils vier Liedern des Albums mit. Nao’ymit, der bereits seit 2005 mit Amuro zusammenarbeitet und unter anderem die Hits Baby Don’t Cry und Hide and Seek produzierte, produzierte auf diesem Album die Titel Break It, Get Myself Back, Fight Together und Tempest. T-SK, mit dem Amuro seit 2011 kooperiert, produzierte Love Story, Go Round, Yeah-Oh und Let’s Go – diese Lieder wurden alle vom australischen Duo Nervo geschrieben. Amuro arbeitete an drei weiteren Liedern In the Spotlight (Tokyo), Hot Girls und Only You mit dem Publisher Razor Boy Music Publishing, aus Schweden, dem das Duo Nervo angehörten. Produziert wurden die drei Lieder in beziehender Reihenfolge von Henrik Nordenback, Michael Smith und Peter Mansson. Der Songwriter Tiger schrieb den japanischen Text der Lieder Love Story und Let’s Go, während die originale Version zu Go Round von Aili und Yeah-Oh von Double geschrieben wurde. T. Kura und Michico arbeiteten am Lied Sit! Stay! Wait! Down!, wogegen der japanische DJ Shin’ichi Ōsawa das Lied Naked produzierte und Verbal (M-Flo) den Text dazu schrieb.

## Vermarktung und Veröffentlichung
Break It wurde 2010 als Titellied für die Werbekampagne Wild Heart zur Produktvariation Coca-Cola Zero von Coca-Cola in Japan verwendet. Das japanische Kosmetikunternehmen Kosé nutzte Naked, Go Round und Hot Girls als Titellieder für die Esprique-Augen-Make-Up-Linie. Amuro arbeitete zuvor bereits mit Kosé im Jahr 2001 zusammen, wo in einem Werbefilm eine nie veröffentlichte englische Version zu Say the Word abgespielt wurde.
Das Lied Fight Together wurde als drittes Titellied der 14. Staffel One Piece verwendet. Tempest wurde als Titellied zur gleichnamig japanischen Serie verwendet und die beiden Lieder Sit! Stay! Wait! Down! und Love Story wurden als Titellieder für die japanische Serie Watashi ga Ren’ai Dekinai Riyū (私が恋愛できない理由), in der Karina Nose, Yuriko Yoshitaka und AKB48-Mitglied Yuko Oshima mitspielen, verwendet. In dieser im Jahr 2011 ausgestrahlten Serie, machte Amuro auch einen Cameoauftritt am 12. Dezember 2011, wo sie das Titellied Love Story auf einer Bühne sang.
Für die Fußball-Europameisterschaft 2012 wurde das Lied Only You als Titellied für die Ausstrahlung auf WOWOW in Japan verwendet. Außerdem publizierte der Fernsehsender eine Dokumentation über Amuro mit dem Titel Namie Amuro 20th Anniversary Special: Live History & Document of Namie Amuro in zwei Teile (am 2. Juni 2012 und 3. November 2012) und nach diesen sollte am 4. November 2012, das Konzert Namie Amuro 20th Anniversary Live in Okinawa ausgestrahlt werden, was aber nicht geschah, da das 20th Anniversary-Konzert in Okinawa aufgrund eines Taifuns annulliert wurde. Bei dieser Dokumentationsreihe wurden unter anderem Künstler interviewt, die am 20th-Anniversary-Konzert teilnehmen sollten, es wurden aber auch Aufnahmen von ihrer Asien-Tournee gezeigt.
Man veröffentlichte im Mai 2012 eine mobile App, die sich auf Namie bezog, um für Uncontrolled, die 2012-Tournee und im Allgemeinen für ihr 20-jähriges Bühnenbestehen zu werben. Die App war im App Store und über Google Play erhältlich.

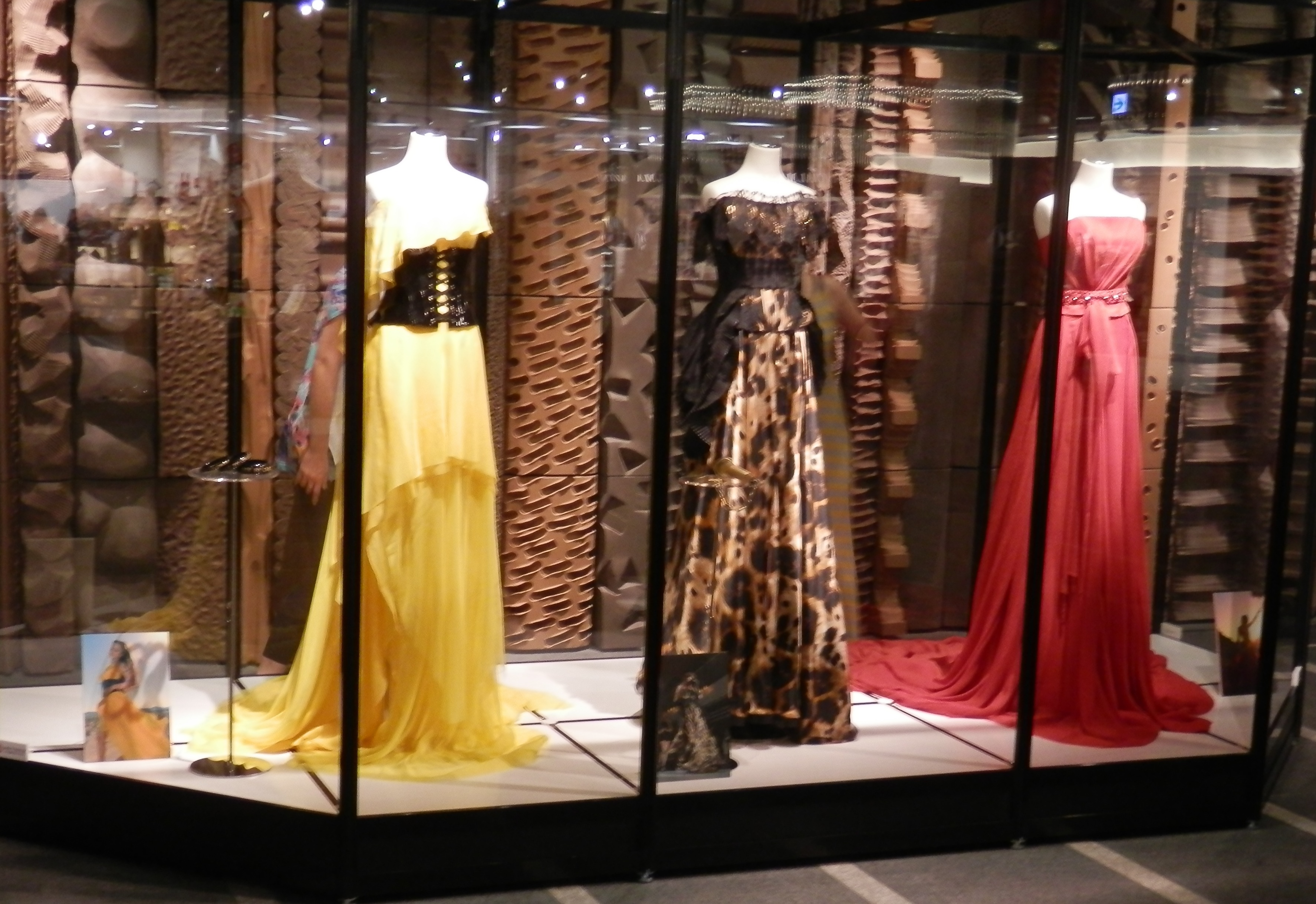
Amuros Kleider aus den Musikvideos zu Only You, mit Ausnahme in der Mitte Hot Girls, auf der Ausstellung in Sapporo.

Im späten Mai 2012, präsentierte man außerhalb des Shinjuku Bahnhofs in Tokio, ein acht Meter hohes Werbeplakat, das zwei Tage in Anspruch nahm aufzubauen und das Albumcover zu Uncontrolled erstmals zeigte. Das Cover enthielt im Hintergrund eine Aufnahme von der Sonnenfinsternis vom 20. Mai 2012, die in Tokio als totale Sonnenfinsternis zu sehen war. Amuro besuchte außerdem auch Radiostationen in Fukuoka, Sapporo, Nagoya, Osaka und Kyōto. Im Bahnhof Sapporo wurde zusätzlich eine Namie-Amuro-Ausstellung im Paseo-Kaufhaus ausgestellt.
Auch in den Zeitschriften zu Blenda, Gisele, Glamorous, Mina, S Cawaii!, Spring, Sweet und Vivi, war Amuro im Rahmen der Werbemaßnahmen für Uncontrolled vertreten.
Für weitere Werbemaßnahmen, reiste Amuro Ende Juni, Anfang Juli, auch nach Hongkong, Singapur und Taiwan, um das Album zu bewerben. Während dieser Reise gab sie einige Pressekonferenzen und Klubevents unter dem Titel Amuro Night, wurden veranstaltet. Jedoch trat sie dort nicht auf, nur im Klub St James Power Station, in Singapur, nahm sie ohne Auftritt an der Veranstaltung teil.

## Promo-Singles
Die vier neuen Lieder, waren gleichzeitig die Promo-Singles. Only You erreichte #7 in den Billboard Japan Hot 100, aufgrund des enormen Airplays in Japan.
In the Spotlight (Tokyo) wurde erst am 4. Juli desselben Jahres als mobiler Download veröffentlicht. Das Lied erlangte aber bereits zwei Tage vorher, aufgrund von Airplay, als Höchstplatzierung #46 in den Billboard Japan Hot 100.
Später am 25. Juli wurden schließlich Let’s Go und Hot Girls als mobile Downloads veröffentlicht.

## Musikvideos
Mit Uncontrolled hat Amuro die größte Kollektion an Musikvideos für ein einzelnes Studioalbum veröffentlicht. Sieben Musikvideos gingen aus den Singleauskopplungen hervor und vier wurden neu dazu gedreht.
- Get Myself Back wurde bei ihrem Geburtsort in Okinawa gedreht und war gleichzeitig ihr erstes, das sie dort gedreht hat. Die Szenerie wurde im Kontrast zum Lied ausgewählt.

- Only You wurde vom US-amerikanischen Regisseuren Thomas Kloss in einer Wüste nahe Los Angeles gedreht.

- Unter dem Konzept Tokio als eine große Tanzfläche gestalten, wurde das Musikvideo zu In the Spotlight (Tokyo) gedreht. Szenen von der Stadtautobahn Tokio, dem Diagonalqueren vor dem Bahnhof Shibuya, dem Tokyo Skytree und dem Tokyo Tower, sind enthalten.[12]

- Im Musikvideo zu Let’s Go findet das Verwenden einer um eine Plattform kreisenden Hochgeschwindigkeitskamera ihren Einsatz, während Amuro mit ihren Tänzern auf der Plattform auftreten.

Am 23. Juni 2012 wurde auf Space Shower TV eine Musikvideokompilation über Amuro ausgestrahlt. Für den Juli 2012 wurde sie auch als Künstlerin des Monats auf MTV Japan beworben.

## Titelliste

### CD
| #   | Titel                        | Übersetzung                 | Liedtext                                                 | Musik                                    | Länge |
| --- | ---------------------------- | --------------------------- | -------------------------------------------------------- | ---------------------------------------- | ----- |
| 1.  | In the Spotlight (Tokyo)     | Im Rampenlicht (Tokio)      | Henrik Nordenback, Christian Fast                        | H. Nordenback, C. Fast                   | 3:58  |
| 2.  | Naked                        | Nackt                       | Verbal                                                   | Shin’ichi Ōsawa                          | 4:22  |
| 3.  | Go Round (’n Round ’n Round) | Kursieren (herum und rund)  | Liv Nervo, Mim Nervo (Nervo)                             | T-SK, Kim Tesung, L. Nervo, M. Nervo     | 3:21  |
| 4.  | Sit! Stay! Wait! Down!       | Sitz! Stehe! Warte! Runter! | Michico                                                  | T. Kura, Michico                         | 3:14  |
| 5.  | Hot Girls                    | Heiße Mädchen               | L. Nervo, M. Nervo, Michael Dennis Smith, Stefanie Ridel | L. Nervo, M. Nervo, M. Smith, S. Ridel   | 2:59  |
| 6.  | Break It (Al Ver.)           | Zerbrech es!                | Nao’ymt                                                  | Nao’ymt                                  | 3:22  |
| 7.  | Get Myself Back              | Zu mir selbst zurückkommen  | Nao’ymt                                                  | Nao’ymt                                  | 4:32  |
| 8.  | Love Story                   | Liebesgeschichte            | Tiger                                                    | T-SK, T. Kim, L. Nervo, M. Nervo         | 4:44  |
| 9.  | Let’s Go                     | Los geht es                 | Tiger, L. Nervo, M. Nervo                                | T-SK, T. Kim, L. Nervo, M. Nervo         | 3:11  |
| 10. | Singing „Yeah-Oh“            | „Yeah-Oh“ singen            | L. Nervo, M. Nervo                                       | T-SK, T. Kim, L. Nervo, M. Nervo         | 3:23  |
| 11. | Fight Together               | Zusammen kämpfen            | Nao’ymt                                                  | Nao’ymt                                  | 4:17  |
| 12. | Only You                     | Nur du                      | Didrik Thott, C. Fast, Peter Mansson, Sharon Vaughn      | D. Thott, C. Fast, P. Mansson, S. Vaughn | 4:14  |
| 13. | Tempest                      | Sturm                       | Nao’ymt                                                  | Nao’ymt                                  | 4:35  |

### Blu-ray / DVD
| #   | Titel                    | Regisseur        |
| --- | ------------------------ | ---------------- |
| 1.  | In the Spotlight (Tokyo) | Shigeaki Kubo    |
| 2.  | Naked                    | Kosai Sekine     |
| 3.  | Go Round                 | Shigeaki Kubo    |
| 4.  | Hot Girls                | Kazuaki Seki     |
| 5.  | Break It                 | Shigeaki Kubo    |
| 6.  | Get Myself Back          | Shigeaki Kubo    |
| 7.  | Love Story               | Kensuke Kawamura |
| 8.  | Let’s Go                 | Kensuke Kawamura |
| 9.  | Yeah-Oh                  | Masaki Takehisa  |
| 10. | Only You                 | Thomas Kloss     |
| 11. | Tempest                  | Kosai Sekine     |

## Verkaufszahlen und Charts-Platzierungen

### Charts
| Charts                                                           | Positionen |
| ---------------------------------------------------------------- | ---------- |
| Tägliche Oricon Album-Charts                                     | 1          |
| Wöchentliche Oricon Album-Charts                                 | 1          |
| Monatliche Oricon-Album-Charts                                   | 1          |
| Jährliche Oricon Album-Charts (2012)                             | 11         |
| Jährliche Oricon Album-Charts (2013)                             | 291        |
| Wöchentliche Oricon Digital-Album-Charts                         | 15         |
| Wöchentliche Gaon-Album-Charts (Südkorea)                        | 36         |
| Wöchentlich internationale Gaon-Album-Chart (Südkorea)           | 8          |
| Monatlich internationale Gaon-Album-Chart (Juli 2012 – Südkorea) | 9          |
| Tägliche Hanteo J-Pop-Chart (Südkorea)                           | 1          |
| Wöchentliche Hanteo J-Pop-Chart (Südkorea)                       | 1          |
| Wöchentliche G-Music Combo Chart (Taiwan)                        | 5          |
| Wöchentliche G-Music International Chart (Taiwan)                | 2          |
| Wöchentliche G-Music J-Pop Chart (Taiwan)                        | 2          |

Nach 210 Wochen außerhalb der wöchentlichen Oricon-Charts, platzierte sich Uncontrolled im September 2017 auf #207 mit 359 verkauften Einheiten. Der Charteintritt ist auf die Meldungen über ihren geplanten Ruhestand im September 2018 zurückzuweisen.

### Verkäufe
| Charts                                                       | Erster Tag   | Erste Woche  | Insgesamt | Charts-Aufenthalt |
| ------------------------------------------------------------ | ------------ | ------------ | --------- | ----------------- |
| Oricon Album-Charts Zählt Verkäufe von physischen Tonträgern | 104.562      | 292.098      | 539.944   | 63 Wochen         |
| Gaon-Album-Charts Zählt Verkäufe von physischen Tonträgern   | Keine Angabe | Keine Angabe | 685       | Drei Wochen       |
| Gesamtverkäufe                                               | 540.629      | 540.629      | 540.629   |                   |